# محمد الطیار
محمد الطیار (عربی: محمد عصام الطيار؛ زادهٔ ۷ آوریل ۱۹۹۶) بازیکن هندبال اهل مصر است.